# フューリー・ローデッド
フューリー・ローデッド(Fully Loaded)はアメリカのプロレス団体WWF(現WWE)がかつて主催していた興行。また同興行を扱うPPVの名称である。1998年から2000年まで開催されていたが、2001年には新たにインベイジョン(InVasion)が開催された。

## 試合結果

### 第1回大会(1998年) Fully Loaded: In Your House
- 開催日 : 7月26日
- 開催場所 : カリフォルニア州フレズノのセランド・アリーナ
- 観客動員数 : 9,855人
- ○バル・ビーナス vs ジェフ・ジャレット●
- ○ディーロ・ブラウン（w / ザ・ゴッドファーザー） vs Xパック（w / チャイナ）●
- ○ファルーク&スコーピオ vs テリー・ファンク&ジャスティン・ブラッドショー●
- ○マーク・ヘンリー vs ベイダー●
- ○ディサイプルズ・オブ・アポカリプス(8ボール&スカル)（w / ポール・エラリング） vs L.O.D.2000(ホーク&アニマル)●
- ダンジョン・マッチ -Dungeon Match- 特別レフェリー ダン・スバーン

○オーエン・ハート vs ケン・シャムロック●
- 2アウト・オブ・3フォールズ・マッチ形式WWFインターコンチネンタル王座戦 -Two out of three falls Match for the WWF Intercontinental Championship-

△ザ・ロック(c) vs トリプルH（w / チャイナ）△
- ビキニ・コンテスト -Bikini Contest-

○ジャクリーン vs セイブル●
- WWFタッグ王座戦 -WWF Tag Team Championship-

●ケイン&マンカインド(c) vs ジ・アンダーテイカー&"ストーンコールド" スティーブ・オースチン○

### 第2回大会(1999年) Fully Loaded 1999
- 開催日 : 7月25日
- 開催場所 : ニューヨーク州バッファローのマリーン・ミッドランド・アリーナ
- 観客動員数 : 16,605人
- サンデー・ナイト・ヒート・マッチ -Sunday Night HEAT Match-

○バル・ビーナス vs ジョーイ・アブス●
- サンデー・ナイト・ヒート・マッチ -Sunday Night HEAT Match-

○ザ・ゴッドファーザー vs ミート●
- サンデー・ナイト・ヒート・マッチ -Sunday Night HEAT Match-

○クリスチャン vs ヴィセラ●
- WWFインターコンチネンタル王座戦 -WWF Intercontinental Championship-

●エッジ(c) vs ジェフ・ジャレット（w / デブラ）○
- WWFタッグ王座戦 -WWF Tag Team Championship-

●マイケル・ヘイズ&ハーディー・ボーイズ(マット・ハーディー&ジェフ・ハーディー)(c) vs アコライツ(ファルーク&ブラッドショー)○
- WWFヨーロピアン王座戦 -WWF European Championship-

●ミディオン(c) vs ディーロ・ブラウン○
- WWFハードコア王座戦 -WWF Hardcore Championship-

●アル・スノー(c) vs ビッグ・ボスマン○
- ○ビッグ・ショー vs ケイン●

特別レフェリー ハードコア・ホーリー
- アイアン・サークル・マッチ -Iron Circle Match-

○ケン・シャムロック vs スティーブ・ブラックマン●
- ○Xパック&ロード・ドッグ vs ビリー・ガン&チャイナ●
- ストラップ・マッチ形式WWF王座第一挑戦者決定戦 -Number One Contenders Strap Match for the WWF Championship-

○トリプルH vs ザ・ロック●
- ファースト・ブラッド・マッチ形式WWF王座戦 -First Blood Match for the WWF Championship-

○"ストーンコールド" スティーブ・オースチン(c) vs ジ・アンダーテイカー●

### 第3回大会(2000年) Fully Loaded 2000
- 開催日 : 7月23日
- 開催場所 : テキサス州ダラスのリユニオン・アリーナ
- 観客動員数 : 16,504人
- ○ハーディー・ボーイズ(マット・ハーディー&ジェフ・ハーディー)&リタ vs T&A(テスト&アルバート)&トリッシュ・ストラタス●
- ○タズ vs アル・スノー●
- WWFヨーロピアン王座戦 -WWF European Championship-

●エディ・ゲレロ(c)（w / ジョーニー・ローラー） vs ペリー・サターン（w / テリー）○
- WWFタッグ王座戦 -WWF Tag Team Championship-

●エッジ&クリスチャン(c) vs アコライツ(ファルーク&ブラッドショー)○
王者組の反則負けのため王座移動はなし
- スティール・ケージ・マッチ形式WWFインターコンチネンタル王座戦 -Steel cage Match for the WWF Intercontinental Championship-

○バル・ビーナス(c) vs リキシ●
- ○ジ・アンダーテイカー vs カート・アングル●
- ラストマン・スタンディング・マッチ -Last Man Standing Match-

○トリプルH vs クリス・ジェリコ●
- WWF王座戦 -WWF Championship-

○ザ・ロック(c) vs クリス・ベノワ●